# Žitkovci
Žitkovci (mađarski: Zsitkóc) je naselje u slovenskoj Općini Dobrovnik. Žitkovci se nalaze u pokrajini Prekmurju i statističkoj regiji Pomurju. 

## Stanovništvo
Prema popisu stanovništva iz 2002. godine naselje je imalo 142 stanovnika.